# Andrew Korybko

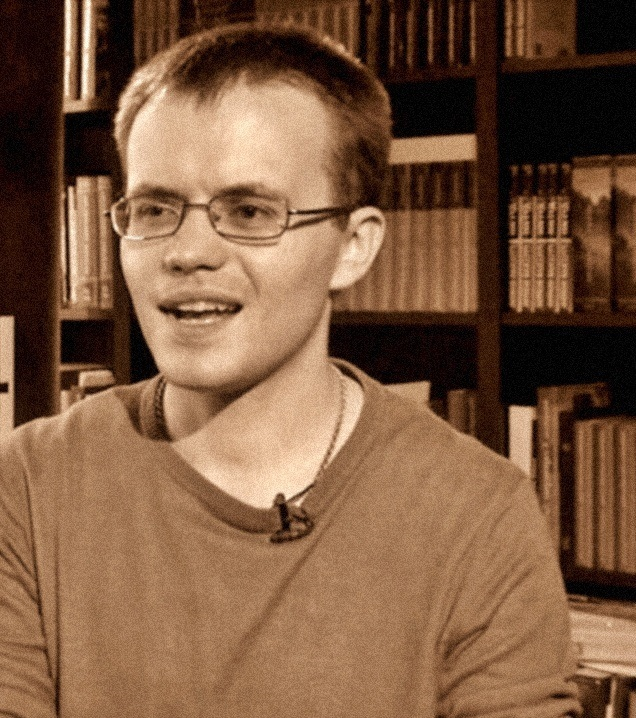
Andrew Korybko, em entrevista (2022).

Andrew Bogdan Korybko, por vezes também referido como Andrei Korybko ou Andrey Korybko (26 de maio de 1988),  é um analista geopolítico estadounidense baseado na Rússia. Nascido e criado nos Estados Unidos, tem dupla cidadania: americana e polonesa.  Jornalista da Sputnik News, é também membro do Conselho de Especialistas do Instituto de Estudos e Previsões Estratégicas, uma seção especializada da Universidade da Amizade dos Povos da Rússia. 
Graduou-se na Universidade Estadual de Ohio, com especialização em Relações Internacionais e Diplomacia, Estudos Internacionais (com foco na Europa Oriental) e língua russa, em 2010. Entre setembro de 2013 e junho de 2015, cursou e concluiu o Programa de Mestrado em Relações Internacionais do Instituto Estatal de Relações Internacionais de Moscou (MGIMO), na área de concentração Governança e Questões Globais. . Em 2022, concluiu sua tese Russian-Pakistani Relations in the Context of Modern International Politics (2014-2019), como requisito para a obtenção do título de doutor, também pelo MGIMO.
Suas principais áreas de interesse são: estratégia dos EUA na Eurásia, revoluções coloridas e Guerra não convencional; política externa s Rússia, geopolítica energética e estratégias de integração eurasiana; multipolaridade, competição entre  grandes potências e Estados resistentes e desafiadores. É especializado na relação entre a estratégia dos EUA na Afro-Eurásia, a visão global do Cinturão e Rota da China de conectividade da Nova Rota da Seda e Guerra Híbrida.  
Começou a trabalhar na Sputnik em 2014, quando esta ainda se chamava a Voz da Rússia, e está na empresa desde então.  Também contribui regularmente para várias publicações online, tais como Geopolitica.Ru, Oriental Review, The Duran, Global Research, Regional Rapport entre outras. .  Todavia tornou-se mais conhecido por seu livro Guerras Híbridas – Das Revoluções Coloridas aos Golpes , no qual expõe, de um ponto de vista profundamente russo, o funcionamento das técnicas norte-americanas para desestabilização e controle de países (guerra assimétrica, propaganda e subvenção a opositores). 

## Guerras híbridas
Em sua obra mais famosa, Guerras Híbridas – Das Revoluções Coloridas aos Golpes,  sustenta que as revoluções coloridas seriam uma nova forma de guerra projetada pelos EUA e inteiramente guiada por estrategistas americanos - desde a sua composição organizacional até a aplicação geopolítica. Ao contrário de pesquisadores e analistas que abordaram o assunto anteriormente, Korybko vai mais longe e usa os exemplos recentes da Guerra na Síria e do EuroMaidan para demonstrar que os EUA atuam diretamente nesses cenários. 
Guerras híbridas, segundo Korybko, ocorrem quando os EUA combinam  as estratégias de revolução colorida e guerra não convencional para realizar mudanças de regime em estados-alvo. Quando uma tentativa de revolução colorida falha, como aconteceu miseravelmente na Síria em 2011, é lançada uma guerra não convencional baseada diretamente na infraestrutura social (redes de espaços, instalações, instituições e grupos que criam recursos para a conexão social ) e nos métodos de sua organização. No caso do EuroMaidan, Andrew cita fontes de notícias ocidentais, como a revista Newsweek, o jornal The Guardian e a agência Reuters, lembrando que nos dias imediatamente anteriores à conclusão bem-sucedida do golpe, a Ucrânia Ocidental estava em plena rebelião contra o governo central. O palco estava montado para uma guerra não convencional, no estilo sírio, no coração da Europa Oriental, e que resultou na repentina derrubada do Presidente Yanukovich. 
Com base em suas pesquisas, Korybko conclui que os EUA, e não a Rússia, inciaram o uso das guerras híbridas; portanto, seria irresponsável considerar o  envolvimento da Rússia na crise do  EuroMaidan como uma 'guerra híbrida'. Segundo o autor, os EUA estariam muito à frente de qualquer outro país na prática desse novo método de guerra, já que nenhum outro estado havia tentado uma revolução colorida antes - muito menos transformando-a em guerra não convencional, quando seus planos iniciais de mudança de regime falhassem. Ainda segundo o autor, tais ocorrências nada têm de espontâneas e casuais, sendo  engendradas especificamente em áreas de interesse geoestratégico para a promoção de políticas voltadas a fomentar a unipolaridade do sistema internacional. 
Na parte final de seu livro, o autor apresenta o conceito inovador do Color Arc, uma linha contígua de estados que se estende da Hungria ao Quirguistão, onde a ocorrência de guerras híbridas prejudicaria mais seriamente os interesses nacionais da Rússia. Também prevê a configuração das próximas mudanças de regime e a forma, tanto física quanto geopolítica, que deverão assumir nos próximos anos. 